# Furuholmen (Piteå)
Furuholmen is een Zweeds eiland behorend tot de Pite-archipel. Het eiland ligt tussen de kust van het Zweedse vasteland en Hällen. Furuholmen heeft geen oeververbinding en er staan enkele zomerhuisjes op.